# 中国人民解放军文职人员证
中国人民解放军文职人员证是中国人民解放军文职人员的身份证件。

## 简介
2005年，中国人民解放军文职人员制度建立。此后中国人民解放军文职人员一直没有统一的工作证件。2012年8月，中国人民解放军总参谋部、总政治部、总后勤部、总装备部颁发《军队文职人员管理规定》，其中明确规定全军统一制发中国人民解放军文职人员证件。
经中央军委批准，中国人民解放军总参谋部、总政治部、总后勤部、总装备部于2013年12月下发《关于制发〈中国人民解放军文职人员证〉的通知》，决定从2014年1月1日起，中国人民解放军统一启用中国人民解放军文职人员证。
根据《军队文职人员管理规定》的要求，《关于制发〈中国人民解放军文职人员证〉的通知》对中国人民解放军文职人员证的发放对象、办理程序、使用范围、功能效用，以及该证件的更换、收缴、注销、销毁等方面进行了具体规定。根据中国人民解放军总政治部干部部领导的介绍，自2013年12月起，全军统一陆续配发中国人民解放军文职人员证。
根据中国人民解放军总政治部干部部的介绍，中国人民解放军文职人员证的功能和使用范围如下：
文职人员证是证明中国人民解放军文职人员身份的有效证件，发给聘用到军队编制岗位工作的文职人员。文职人员执行任务、办理公务等需要证明其文职人员身份的，凭文职人员证证明。但其从事社会活动、办理个人事务等需要证明其公民身份的，仍然需要凭居民身份证证明。鉴于文职人员是非现役人员，按照国家对现役军人的优待政策，持用文职人员证的文职人员，还不能享受现役军人乘坐公共交通工具和参观游览公园等方面的优待政策。
中国人民解放军总政治部干部部同时介绍了中国人民解放军文职人员证的特点：
文职人员证为本芯式，在规格、封面颜色、制证材料和栏目设置等方面，与军官证、文职干部证基本一致。不同之处有两点：一是文职人员证采用了多重防伪技术，特别是证件内芯标注包含个人基本信息和数据加密的二维条形识别码，通过专门仪器可以快速识别证件。二是每名文职人员的证件均被赋予全军唯一编号，且证件编号在其聘用期间保持不变。这既有效增强了证件的防伪功能，也提高了管理的信息化水平。
2016年7月1日，中国人民解放军正式换发启用2016式《中国人民解放军义务兵证》、《中国人民解放军士官证》、《中国人民解放军文职人员证》、《中国人民解放军职工证》，四证均由中央军委政治工作部兵员和文职人员局监制。